# Idiognophomyia collata
Idiognophomyia collata är en tvåvingeart som först beskrevs av Alexander 1932.  Idiognophomyia collata ingår i släktet Idiognophomyia och familjen småharkrankar. Inga underarter finns listade i Catalogue of Life.